# Ludington, Wisconsin
Ludington là một thị trấn thuộc quận Eau Claire, tiểu bang Wisconsin, Hoa Kỳ. Năm 2010, dân số của thị trấn này là 1.032 người.